# Syndrome de Shulman
 Mise en garde médicale
Le Syndrome de Shulman ou fasciite avec éosinophilie (aussi appelé maladie de Shulman ou fasciite à éosinophiles) est une affection caractérisée par une infiltration œdémateuse et indurée des aponévroses périmusculaires profondes et des cloisons musculaires.

Ces infiltrats siègent préférentiellement au tronc et à la racine des membres entrainant une importante limitation de la mobilité articulaire.

La maladie s'accompagne d'une accélération de la vitesse de sédimentation (VS), d'une nette hyperéosinophilie et d'une augmentation du taux d'Immunoglobuline G (IgG).

## Épidémiologie
Ce syndrome est une maladie rare que l'on retrouve plus souvent chez l'homme entre vingt et soixante ans (mais il existe aussi chez les enfants),.
La maladie se déclare couramment en automne ou en hiver (saison froide). Les signes de la maladies sont généralement remarqués lors d'un effort.

## Traitement et pronostic
Le traitement courant comprend une corticothérapie,.
Le pronostic se révèle généralement favorable si la pathologie est détecté précocement (avant fibrose), que le traitement est administré immédiatement et qu'il n'y a pas de localisations viscérales (très rare).